# Смоленский, Вадим Вячеславович
Вадим Вячеславович Смоленский (род. 4 декабря 1966) — русский писатель и переводчик.
Наиболее известен своей книгой «Записки гайдзина» и как переводчик Харуки Мураками.
Окончил Санкт-Петербургский государственный электротехнический университет.
Девять лет прожил в Японии (1993—2002).
С 2006 года проживает в Ливерпуле (Англия).

## Сочинения
- «Записки гайдзина» — лирический эпос об иностранце на Японских островах. Книга состоит из 16 рассказов и 12 коротких философско-публицистических эссе. Каждое эссе сопровождает соответствующий рассказ и представляет собой его своеобразный смысловой итог. Рассказы посвящены различным сторонам жизни иностранца (преимущественно русского, но не только) в Японии, особенностям межкультурной коммуникации; все они наполнены юмором, оригинальным философским взглядом на современного человека и культуру, а также авантюрными историями, демонстрирующими своеобразную идею «гайдзинства» — ощущение культуры как путешествия, красоты одиночества и бездомности, обреченности современного человека на эмиграцию даже в собственной стране, из-за взаимопроникновения культур и невозможности идентифицировать себя с той или иной из них, включая родную.
  - Книга «Записки гайдзина» была трижды издана издательствами «Геликон Плюс» (2005 год), «Амфора» (2007 год) и «Рипол-классик» (2018).
  - Рецензии на книгу были опубликованы в ряде изданий: Газета.ru[2]; «Деловой Петербург»[3]; «Коммерсант»[4].

- «Кремниевый Моцарт» — воспоминания об учителе, Викторе Ильиче Варшавском.
- «Хрясь!» — Ностальгическое гипер-эссе о студенческом строительном движении.

Произведения Вадима Смоленского были опубликованы в журналах «Дружба народов» (11 номер за 1998 год), «Новый журнал» (233 номер за 2003 год) 

### Другие проекты
- С 1998 года вместе с Дмитрием Ковалениным поддерживает сетевой проект «Виртуальные суси» о современной японской культуре. Этот проект был удостоен Большим Жюри Российской Академии Интернета Национальной Интел Интернет премии 2001 года в номинации «Лучший сайт в области: Персональная страница»

- Автор японско-английского JISHOP и японско-русского ЯРКСИ словарей, машинного онлайнового японско-русского переводчика ЯРП.
- Создал оригинальный мнемонический метод запоминания иероглифов Цепочки Смоленского.
- Автор переводов поэзии и прозы с японского и английского языков (Харуки Мураками, Спайк Миллиган).
- Исполнитель песен американских певцов и поэтов (Том Уэйтс и Боб Дилан), тексты которых представляет на концертах в собственном переводе.

## Переводы
- Харуки Мураками (первая и вторая часть «Трилогии Крысы»)
  - «Слушай песню ветра»
  - «Пинбол 1973»

Переводы этих книг, сделанные Вадимом Смоленским и опубликованные издательством «Эксмо», выдержали девять изданий (в 2002, 2007, 2008, 2010, 2012, 2013, 2016, 2017 и 2018 годах).